# Bučina (rozhledna)
Bučina je rozhledna nacházející pod vrcholem hory Bučina 585 m n. m. jižně od obce Kyselka a 1,5 km od bývalých lázní Kyselka po červené turistické stezce.

## Historie rozhledny

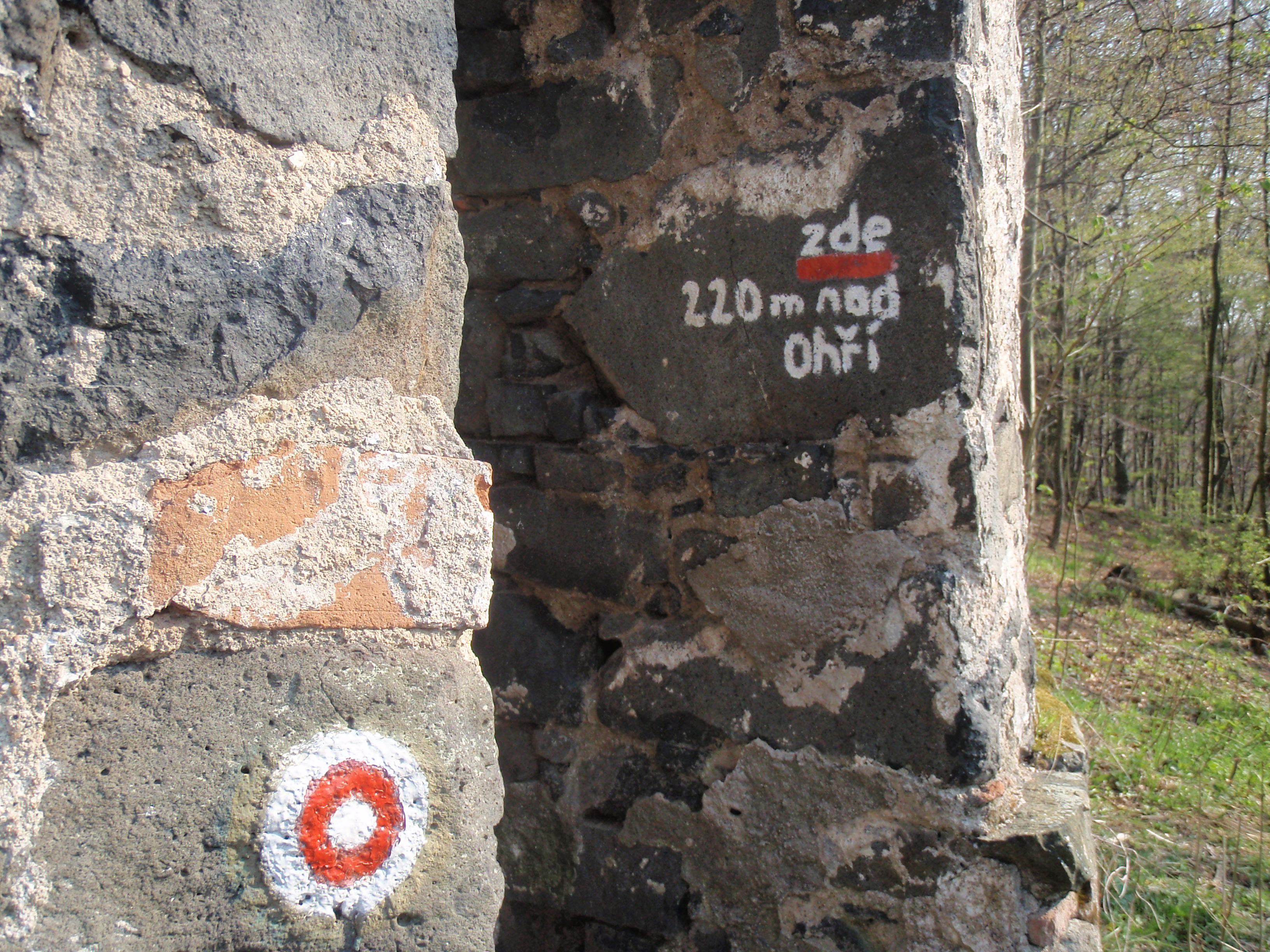
Vchod na rozhlednu 220 m nad řekou Ohří

Rozhlednu nechal postavit Jindřich Mattoni kolem roku 1880. Po 2. světové válce začalo okolí zarůstat a výhled zakrývat stromy. Je zde výhled na obec Kyselka a údolí Ohře. Po roce 1990 byla rozhledna špatně přístupná kvůli popadaným stromům a neudržovaným cestám. V roce 2003 nechala obec Kyselka rozhlednu opravit. Bylo vyspraveno zdivo, ochozy a bylo vybudováno nové zastřešení, dále se vykácely stromy, které bránily ve výhledu na údolí. K dalšímu vykácení okolních stromů, které bránily výhledu do krajiny došlo na jaře 2016.
Od roku 2016 je rozhledna nově opravena, opravu provedla organizace Vojenské lesy a statky ČR (divize Karlovy Vary), vedle rozhledny jsou vyřezány sochy ze dřeva a je zde vytvořeno posezení.

## Přístup
Přístup k rozhledně je po lesní cestě od lázní Kyselka, která je značena jako červená stezka KČT. Vede sem i žlutá turistická stezka. Rozhledna je volně přístupná celoročně a bez poplatku.

## Výhled
Kyselka, Karlovy Vary i s přilehlými rozhlednami (Diana, Aberg), Klínovec.